# جوستاف فلوبير
جوستاف فلوبير (بالفرنسية: Gustave Flaubert)؛ (12 ديسمبر 1821 8 مايو 1880)، روائي فرنسي، درس الحقوق ولكنه عكف على التأليف الأدبي. كان أول مؤلف مشهور له: « التربية العاطفية » (1843 – 1845)، ثم « مدام بوفاري » 1857 التي تمتاز بواقعيتها وروعة أسلوبها، والتي أثارت قضية الأدب المكشوف. ثم تابع تأليف رواياته المشهورة منها: « سالامبو » 1862، و« تجربة القديس أنطونيوس » 1874. يعتبر فلوبير مثلاً أعلى للكاتب الموضوعي الذي يكتب بأسلوب دقيق ويختار اللفظ المناسب والعبارة الملائمة، كما ذكر جوستاف فلوبير في إحدى روايته الراقصة كوتشوك هانم وهي واحدة من مشاهير الجمال والرقص الغوازي.

## حياته

### طفولته وتعليمه
ولد فلوبير في روان في مقاطعة السين البحرية في نورماندي العليا في شمال فرنسا. كان الابن الثاني لآن جوستين كارولين (ني فلوريو ؛ 1793-1872) ولوالده أكيلي كليوفاس فلوبير (1784-1846) مدير وكبير الجراحين في المستشفى الرئيسي في روان. بدأ الكتابة في سن مبكرة (في سن الثامنة بحسب بعض المصادر).
تلقى تعليمه في مدرسة (ليسيه بيير كورنيل) في روان  ولم يغادرها حتى عام 1840 عندما ذهب إلى باريس لدراسة القانون. في باريس كان طالبًا غير مبالٍ ووجد المدينة مقيتة. تعرف على القليل من الأشخاص بما فيهم فيكتور هوغو. في نهاية عام 1840 زار جبال البرانس وكورسيكا. في عام 1846 غادر باريس بعد نوبة صرع وتخلّى عن دراسة القانون.

### حياته الخاصة
كان فلوبير على علاقة بالشاعرة لويز كوليه من عام 1846 إلى عام 1854. ولا زالت رسائله الموجهه إليها محفوظة حتى اليوم. بعد مغادرته باريس عاد إلى كرواسيه (كانتليو) بالقرب من نهر السين ومن روان ،وعاش هناك لبقية حياته. ومع ذلك فقد قام بزيارات عرضية إلى باريس وإنجلترا إذ يبدو أنه كان لديه عشيقة.
من الناحية السياسية وصف فلوبير نفسه بأنه رومانسي وليبرالي غبي قديم، وليبرالي غاضب، كاره للاستبداد ، وشخص يحتفل بكل فرد تمرد ضد السلطة والاحتكارات.

## أعماله الأدبية
ينتمي الكاتب الفرنسي إلى المدرسة الواقعية الأدبية وعادة ما يتم النظر إلى روايته المشهورة (مدام بوفاري Madame Bovary)، باعتبارها أول رواية واقعية، وهو الذي تابع المشروع الروائي الواقعي، الذي بدأه كتاب فرنسيون آخرون، وأرسى قواعده، إلا أنه بالرغم من انتمائه إلى المدرسة الواقعية، يظل ذلك الكاتب الذي زاوج بين واقعيته، وبين ميله الرومنطقي، الذي ظهر جليا في روايته (سالامبو Salammbo)، وفي تضاعيف رواياته الأخرى، التي حملت عناوين: (إغراء القديس أنطونيوس) و(التربية العاطفية)، بالإضافة إلى روايته (مدام بوفاري). وعلى خلاف الكتاب الرومانتيكيين، الذين يعتمدون على الخيال، والعواطف المتقدة، في التعبير الأدبي، تميز جوستاف فلوبير بقدرته على الملاحظة الدقيقة، وعلى توصيف النماذج البشرية العادية، توصيفا دقيقا، والاستعانة بالعقل، والرؤية الموضوعية، بدلا من نظيرتها الذاتية، التي يتصف بها الكتاب الرومانتيكيون عادة، والواقع أنه الكاتب الذي لم يكن ينفر من الواقع على غرار الرومانتيكيين، بل كان يعتقد أن الفن الحقيقي هو الفن الموضوعي Objective وأن الفصل بين الفنان كذات، وفنه كموضوع، ضروري، ومع ذلك، فإنه الكاتب الذي يمثل المذهبين الواقعي والرومانتيكي، بطريقة أو بأخرى.

## مؤلفاته
- مدام بوفاري Madame Bovary في العام 1857
- سالامبو Salammbo في العام 1862
- التربية العاطفية في العام 1869
- تجربة القديس أنطونيوس في العام 1874[13]
- ثلاث حكايات في العام 1877[14]
- بوفار وبيكوشيه Bouvard et Pécuchet [15]
- رسائل مختارة من غوستاف فلوبير
- مذكّرات مجنون[16]

## روابط خارجية
- جوستاف فلوبير على موقع IMDb (الإنجليزية)
- جوستاف فلوبير على موقع ميتاكريتيك (الإنجليزية)
- جوستاف فلوبير على موقع الموسوعة البريطانية (الإنجليزية)
- جوستاف فلوبير على موقع قاعدة بيانات الأفلام العربية
- جوستاف فلوبير على موقع ألو سيني (الفرنسية)
- جوستاف فلوبير على موقع ميوزك برينز (الإنجليزية)
- جوستاف فلوبير على موقع أول موفي (الإنجليزية)
- جوستاف فلوبير على موقع قاعدة بيانات برودواي على الإنترنت (الإنجليزية)
- جوستاف فلوبير على موقع قاعدة بيانات الأفلام السويدية (السويدية)
- جوستاف فلوبير على موقع إن إن دي بي (الإنجليزية)